# Millay
Millay é uma comuna francesa na região administrativa de Borgonha-Franco-Condado, no departamento Nièvre. Estende-se por uma área de 37,13 km². Em 2010 a comuna tinha 448 habitantes (densidade: 12,1 hab./km²).